# U-6 (1935)
| U-6                        | U-6                                                            | U-6                                                            |
| -------------------------- | -------------------------------------------------------------- | -------------------------------------------------------------- |
|                            |                                                                |                                                                |
|                            |                                                                |                                                                |
|                            |                                                                |                                                                |
| Під прапором               | Третій Рейх                                                    | Третій Рейх                                                    |
| Порт приписки              | Кіль                                                           | Кіль                                                           |
| Спуск на воду              | 11 лютого 1935                                                 | 11 лютого 1935                                                 |
| Виведений зі складу флоту  | 7 листопада 1944                                               | 7 листопада 1944                                               |
| Сучасний статус            | затоплений 1945                                                | затоплений 1945                                                |
| Проєкт                     |                                                                |                                                                |
| Тип ПЧ                     | Малий ДПЧ                                                      | Малий ДПЧ                                                      |
| Основні характеристики     |                                                                |                                                                |
| Швидкість (надводна)       | 13 вузлів                                                      | 13 вузлів                                                      |
| Швидкість (підводна)       | 6,9 вузла                                                      | 6,9 вузла                                                      |
| Гранична глибина занурення | 150 м                                                          | 150 м                                                          |
| Екіпаж                     | 26 осіб                                                        | 26 осіб                                                        |
| Розміри                    |                                                                |                                                                |
| Довжина найбільша (по КВЛ) | 40,9 м                                                         | 40,9 м                                                         |
| Ширина корпусу найб.       | 4,08 м                                                         | 4,08 м                                                         |
| Висота                     | 8,6 м                                                          | 8,6 м                                                          |
| Середня осадка (по КВЛ)    | 3,83 м                                                         | 3,83 м                                                         |
| Водотоннажність надводна   | 254 т                                                          | 254 т                                                          |
| Озброєння                  |                                                                |                                                                |
| Артилерія                  | 1 × 2 cm/65 C/30 (1000 снарядів)                               | 1 × 2 cm/65 C/30 (1000 снарядів)                               |
| Торпедно- мінне озброєння  | 3 TA калібру 533 5 торпед або 18 мін (за іншими даними ТМА 12) | 3 TA калібру 533 5 торпед або 18 мін (за іншими даними ТМА 12) |

U-6 — німецький підводний човен типу II-A, часів Другої світової війни. Зробив два бойових походи. Успіху не досягнув.
Вступив у стрій 7 вересня 1935 року.

## Командири човна
- Капітан-лейтенант Людвіг Матес (7 вересня 1935 — 30 вересня 1937)
- Оберлейтенант-цур-зее Вернер Гайдель (1 жовтня 1937 — 17 грудня 1938)
- Капітан-лейтенант Йоахім Мац (17 грудня 1938 — 26 листопада 1939)
- Оберлейтенант-цур-зее Ганс-Бернгард Міхаловскі (листопад-грудень 1939)
- Оберлейтенант-цур-зее Отто Гармс (27 листопада 1939 — 17 січня 1940)
- Оберлейтенант-цур-зее Адальберт Шне (31 січня — 10 липня 1940)
- Капітан-лейтенант Георг Петерс (червень-липень 1940)
- Оберлейтенант-цур-зее Йоганнес Лібе (11 липня 1940 — березень 1941)
- Капітан-лейтенант Ебергард Бопст (березень-вересень 1941)
- Лейтенант-цур-зее Герберт Брюнінггаус (жовтень 1941 — серпень 1942)
- Оберлейтенант-цур-зее Пауль Юст (серпень-вересень 1942)
- Оберлейтенант-цур-зее Герберт Брюнінггаус (вересень — 19 жовтня 1942)
- Оберлейтенант-цур-зее Отто Нітманн (20 жовтня 1942 — червень 1943)
- Оберлейтенант-цур-зее Алоїз Кеніг (червень 1943 — 16 квітня 1944)
- Лейтенант-цур-зее Горст Гайц (серпень-жовтень 1943)
- Лейтенант-цур-зее Ервін Єстель (17 квітня — 9 липня 1944)